# Notronych
Notronych (Nothronychus) – rodzaj teropoda z rodziny terizinozaurów (Therizinosauridae) żyjącego w późnej kredzie na terenie dzisiejszej Ameryki Północnej. Gatunek typowy rodzaju, Nothronychus mckinleyi, został opisany w 2001 roku przez Jamesa Kirklanda i Douglasa Wolfe'a w oparciu o niekompletny szkielet (MSM P–2117) obejmujący izolowane zęby, fragmentaryczną czaszkę, kręgi szyjne, grzbietowe i ogonowe, kości kończyn oraz żebra. Holotyp wydobyto z datowanych na środkowy turon osadów formacji Moreno Hills na terenie Nowego Meksyku w Stanach Zjednoczonych. Na tym terenie odkryto także szczątki ceratopsów z rodzaju Zuniceratops – prawa kość kulszowa notronycha została początkowo zidentyfikowana jako kość łuskowa zuniceratopsa. W 2009 roku w oparciu o względnie kompletny szkielet opisany został drugi gatunek – Nothronychus graffami. Według analizy Phila Sentera z 2007 jest obok erlianzaura najbardziej bazalnym przedstawicielem Therizinosauridae. Notronych należał do grupy terizinozaurów, której przedstawiciele wykazywali wśród teropodów najdalej idące anatomiczne przystosowania do roślinożerności.
Nazwa Nothronychus oznacza „leniwy szpon”.